# Mansour Boutabout
Mansour Boutabout (in arabo منصور بوتابوت‎?; Le Creusot, 20 settembre 1978) è un ex calciatore algerino, di ruolo attaccante.

## Palmarès

### Club

#### Competizioni nazionali
- Coppa di Lega francese: 1

Gueugnon: 1999-2000